# Nadija Sawtschenko

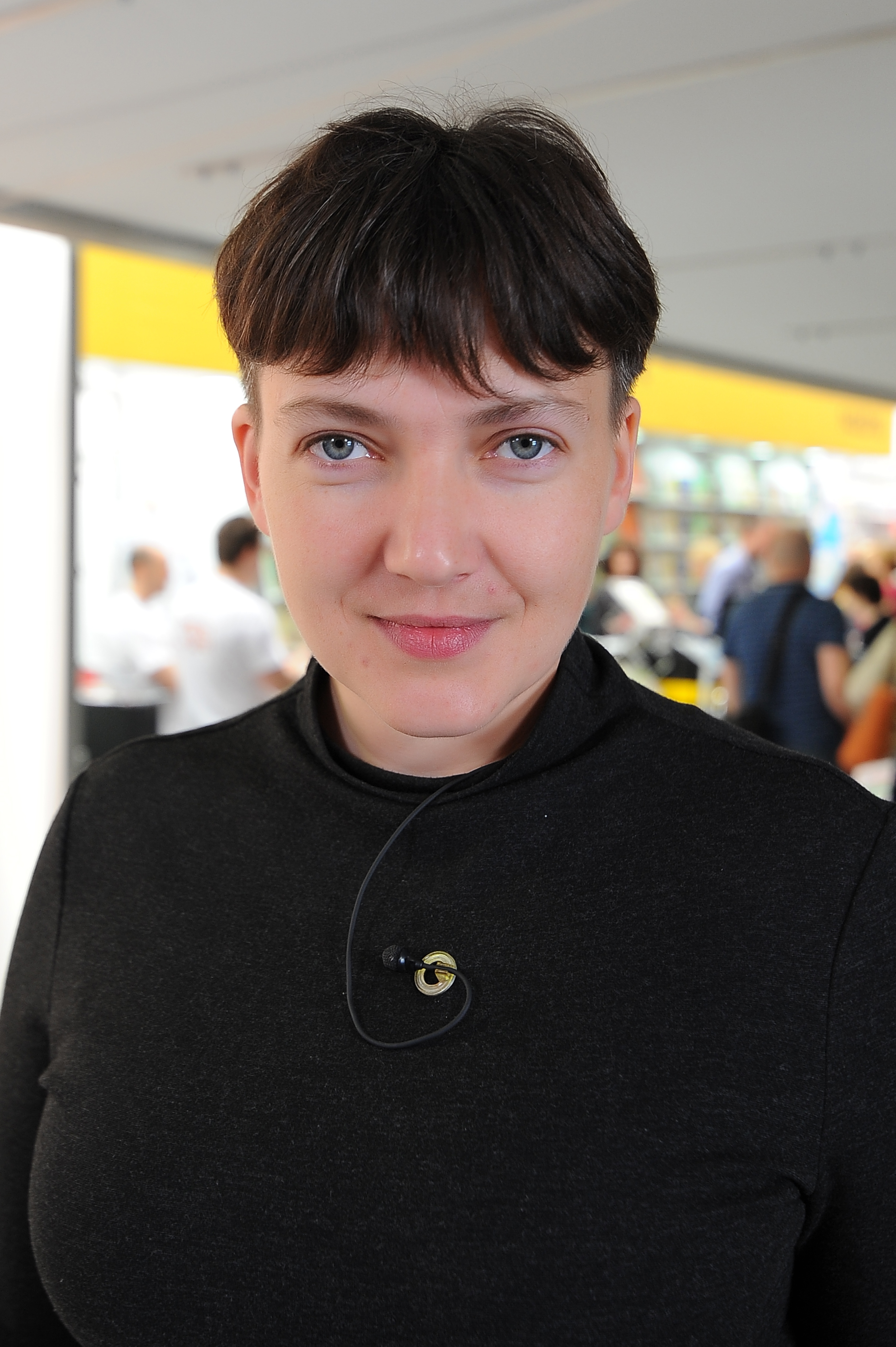
Nadija Sawtschenko, 2017

Nadija (auch Nadeschda) Wiktoriwna Sawtschenko (ukrainisch Надія Вікторівна Савченко; * 11. Mai 1981 in Kiew) ist eine ukrainische Politikerin und Hauptmann der Ukrainischen Streitkräfte. Sie war eine der ersten ukrainischen Berufssoldatinnen und bis zu ihrem Eintritt in die Politik die einzige ukrainische Frau, die ausgebildet wurde und qualifiziert war, einen Su-24-Bomber und einen Mi-24-Hubschrauber zu steuern. Mitte Juni 2014 wurde sie als Mitglied des paramilitärischen Bataillons Ajdar bei einem Gefecht mit prorussischen Kämpfern bei Luhansk gefangen genommen und zuerst in Luhansk, später in einer Haftanstalt im russischen Woronesch festgesetzt.
Die russischen Behörden ermittelten dort aufgrund des Verdachts der Beteiligung an mehrfachem Mord gegen sie, da sie am 17. Juni einen Mörserangriff koordiniert hätte, bei dem zwei russische Journalisten getötet wurden. Nach Angaben Sawtschenkos war sie zu diesem Zeitpunkt jedoch schon im Gewahrsam der regierungsfeindlichen Kräfte. Im März 2015 wurde ihr die Auszeichnung Held der Ukraine verliehen, die höchste Auszeichnung des Landes. Im Austausch gegen zwei russische Gefangene wurde sie im Mai 2016 freigelassen.
Im März 2018 wurde Nadija Sawtschenko in Kiew wegen Terrorverdachts und Umsturzplänen verhaftet, nachdem zuvor ihre Abgeordneten-Immunität von der Parlamentsmehrheit aufgehoben worden war. Ihr wird von der Staatsanwaltschaft und dem Inlandsgeheimdienst SBU vorgeworfen, einen Angriff auf das Parlament und die Regierung geplant zu haben, um so einen Machtwechsel in der Ukraine herbeizuführen.

## Frühes Leben und Karriere
Sawtschenko wuchs in Kiew auf. Sie hat eine zwei Jahre jüngere Schwester namens Wira. Ihr Vater arbeitete als Landtechniker und ihre Mutter als Leiterin eines Frachtunternehmens. Mit 16 Jahren war Pilotin ihr fester Berufswunsch. Sie trat der ukrainischen Armee bei, wo sie für die ukrainischen Eisenbahntruppen als Bordfunkerin arbeitete und sich später zur Fallschirmjägerin ausbilden ließ. Sie diente in der 95. Luftlandebrigade von Schytomyr. Von 2004 bis 2008 verrichtete sie ihren Dienst bei der Multinationalen Truppe im Irak und war dort als einzige ukrainische Soldatin im Einsatz. Sie diente dabei im 72. mechanisierten Infanteriebataillon. Bei ihrer Rückkehr aus dem Irak stellte sie an den ukrainischen Verteidigungsminister Anatolij Hryzenko erfolgreich den Antrag, an der Universität der Luftstreitkräfte in Charkiw studieren zu dürfen, was bis dahin nur Männern vorbehalten war. Dies nahm das Entwicklungsprogramm der Vereinten Nationen zum Anlass, sich im Jahr 2010 für einen erfolgreichen neuen Gesetzesentwurf einzusetzen, der Geschlechtergleichstellung in der ukrainischen Armee etablieren sollte. Nach ihrem Studium diente sie ab 2010 in Brody im 3. Flugregiment der Armee. Als Oberleutnant war sie in der ukrainischen Luftwaffe unter anderem als Schützin und Navigatorin auf Mil Mi-24-Hubschraubern im Einsatz.

## Gefangennahme in der Ukraine
Im Verlauf des Kriegs in der Ukraine und der völkerrechtswidrigen Annexion der Krim durch Russland wollte Sawtschenko an die Front, die ukrainische Armee lehnte das allerdings ab. Sie kämpfte stattdessen im Freiwilligen-Bataillon Ajdar. Am 17. Juni 2014 wurde Sawtschenko von Separatisten bei Luhansk gefangen genommen. Am 19. Juni wurde auf YouTube ein Video hochgeladen, auf dem Sawtschenko zu sehen war, die mit Handschellen an ein Rohr gekettet ein Interview für die Komsomolskaja Prawda gab. Dabei sagte Sawtschenko, sie sei im Dorf Metalist ⊙ von Separatisten gefangen genommen worden, als sie und ihr Trupp in ukrainischen APCs unterwegs waren, die von den Separatisten angegriffen und zerstört wurden. Ihre jüngere Schwester Wira gab am 21. Juni 2014 an, sie habe versucht, mit den Separatisten über die Freilassung ihrer Schwester zu verhandeln, und sagte außerdem, man habe Nadija Sawtschenko von Luhansk nach Donezk verlegt.

## Haft und Gerichtsprozess in Russland
Am 8. Juli 2014 wurde bekannt, dass Sawtschenko sich in einem Gefängnis in Woronesch in Einzelhaft befindet. Wie sie aus der Gefangenschaft in der Ostukraine in russische Haft gelangt ist, ist nicht bekannt. Sawtschenko selbst gibt an, dass sie von den Separatisten gegen ihren Willen an die russischen Behörden übergeben wurde. Sie sei von den Separatisten nach ihrer Gefangennahme zunächst nach Krasnyj Lutsch und dann später über die Grenze nach Bogutschar transportiert worden. Ihre Verteidigung und die ukrainische Regierung werfen dem russischen Staat Entführung vor. Das ukrainische Außenministerium sieht die Übergabe an die russischen Behörden als Beleg für eine enge Zusammenarbeit zwischen den Separatisten in der Ukraine und russischen Sicherheitskräften. Der russische Untersuchungsausschuss behauptete hingegen, Sawtschenko sei eine Deserteurin und sei die fast 500 Kilometer von Luhansk nach Woronesch geflohen. Nach Angaben der russischen Justiz habe sie als Flüchtling getarnt illegal die russische Grenze überschritten und sei am 2. Juli bei einer Ausweiskontrolle gefasst worden, nachdem sich herausgestellt hatte, dass ihr Name auf einer Gesuchtenliste stand. Der russische Sender NTW hatte schon am 20. Juni berichtet, dass Sawtschenko von Separatisten gefangen genommen und nach Russland transportiert worden sei. Am Tag der Bekanntmachung von Sawtschenkos Inhaftierung rief der ukrainische Präsident Petro Poroschenko per Dekret den Generalstaatsanwalt der Ukraine und den SBU zu Maßnahmen auf, Sawtschenko so schnell wie möglich wieder auf ukrainisches Territorium zu bringen und die strafrechtliche Verfolgung derer zu beginnen, die für ihre „illegale Ausfuhr“ nach Russland verantwortlich seien.
Am 9. Juli wurde sie offiziell wegen der Weitergabe von Informationen der Beihilfe zum Mord in Ausübung von Dienstpflichten, mit gemeingefährlichen Methoden und aus politischem Hass in einer Gruppe von Menschen nach Art. 33 Abs. 5 und Art. 105 Abs. 2 StGB angeklagt. Nach Art. 12 StGB können Ausländer, die eine Straftat außerhalb des russischen Territoriums verübt haben, in Russland strafrechtlich belangt werden, wenn die Straftat gegen russische Interessen oder Staatsbürger gerichtet ist. Ihr wird Beihilfe zum Mord an dem russischen Journalisten Igor Korneljuk und dem Toningenieur Anton Woloschin vorgeworfen. Ein russisches Fernsehteam, das für die Nachrichtensendung Westi des staatlichen Fernsehsenders Rossija 1 berichtete, war am 17. Juni 2014 an einem Kontrollposten in der Nähe von Metalist, im Norden der Stadt Luhansk, mit Mörsergranaten angegriffen worden. Woloschin wurde bei dem Angriff sofort getötet, Korneljuk erlag seinen Verletzungen später im Krankenhaus. Den russischen Ermittlern zufolge hat sie in Luhansk den Aufenthaltsort von Zivilisten und russischen Journalisten gefunden und die Koordinaten dazu weitergegeben, was zu einem tödlichen ukrainischen Mörserangriff geführt haben soll. Während des Verfahrens wurde zusätzlich noch wegen illegalen Grenzübertritts Anklage erhoben.
Sawtschenkos Verteidigung zufolge belegen ihre Mobiltelefondaten und die der beiden russischen Journalisten, dass Sawtschenko sich während des Beschusses am 17. Juni nicht an jenem Kontrollposten befunden haben konnte, wo die beiden Russen ums Leben kamen, weil sie zum Zeitpunkt des Beschusses bereits in Gefangenschaft der Separatisten war. Sawtschenko hätte die Koordinaten für den Aufenthaltsort der Journalisten nicht weitergeben können, weil die Journalisten erst nach Sawtschenkos Gefangennahme an dem Kontrollposten eingetroffen sind und sich die Wege der beiden Russen und Sawtschenkos nicht gekreuzt haben. Von ukrainischen Geheimdiensten abgehörte Mobiltelefongespräche zwischen den pro-russischen Separatisten zeigen, dass die Separatisten um 10:46 Uhr am Morgen des 17. Juni von der Gefangennahme einer ukrainischen Soldatin berichteten. Das russische Fernsehteam, dem die beiden toten Journalisten angehörten, war nach Aussagen eines Überlebenden erst um 11.30 Uhr am Kontrollposten eingetroffen. Sawtschenkos Verteidigung zufolge war sie in Luhansk nicht an Kampfhandlungen beteiligt, sondern habe ausschließlich Verwundete vom Schlachtfeld transportiert.
Sawtschenko sollte mindestens bis zum 30. August in Untersuchungshaft bleiben. Sawtschenkos Anwalt ist Mark Feigin, der bereits Pussy Riot und Leonid Michailowitsch Raswosschajew bei Gerichtsverhandlungen vertrat. Das ukrainische Justizministerium appellierte an den Europarat, sich für Sawtschenkos Auslieferung einzusetzen.
Der ursprünglich auf den 13. Oktober terminierte Beginn des Prozesses gegen Sawtschenko wurde verschoben, weil die russischen Behörden „Zweifel an der geistigen Gesundheit“ Sawtschenkos äußerten, woraufhin sie zwangsweise im Moskauer Serbski-Wissenschaftszentrum für Sozial- und Gerichtspsychiatrie psychiatrisch untersucht wurde.
Bei den Verhandlungen zum Minsker Abkommen wurde Sawtschenko erwähnt; die Ukraine ist der Meinung, sie falle unter das Abkommen, während sich Russland auf den Standpunkt stellt, Sawtschenko zähle zu keiner der im Vertrag erwähnten Gruppen.
Am 24. April 2015 wurde bekannt, dass Sawtschenko nun in Moskau wegen Mordes angeklagt wird.
Im Verlaufe der Voruntersuchung seien 108.000 (sic!) Zeugen befragt worden. Der Anwalt von Sawtschenko erläuterte dies als Geheimdienstarbeit mit Befragung aller Grenzgänger aus ganz anderen Gründen; der Anwalt sagt, das diente zur Analyse des Kampfes der Ukraine und zur Führung der offensichtlich im Voraus geplanten russischen Aktionen im Donbas. Andere Details der Untersuchung nannte er einfach nur „kafkaesk“. Als weitere Besonderheit erwähnte er, dass Frauen, die in Russland des Mordes angeklagt sind, kein Recht auf ein Schöffengericht haben (Bundesgesetz №217 vom 23. Juli 2013. Anspruch auf ein Schöffengericht hat man bei einem Gerichtsverfahren, bei dem eine lebenslange Strafe drohen könnte. Gegen Frauen werden keine maximalen Strafen verhängt, also kein Schöffengericht.).
Nachdem im Mai 2015 der Fall von zwei in der Ukraine festgenommenen russischen Soldaten publik geworden war, wurde über einen möglichen Gefangenenaustausch spekuliert. Russland lehnte einen Austausch von Sawtschenko mit dem Argument ab, dass der in Minsk II verhandelte Gefangenenaustausch nur für Gefangene auf dem Gebiet der Ukraine gelte und nicht für ukrainische Gefangene greife, die in Russland gefangen gehalten werden. Nach Meinung der Soldaten aus Sawtschenkos Bataillon wollten die Separatisten sie anfangs gegen einen ihrer Kommandeure austauschen, der vom ukrainischen Militär gefangen gehalten wurde.
Der Verbleib von Sawtschenko im Juli 2015 war nicht einmal ihren Anwälten klar, vermutet wurde eine Verlegung in die Nähe von Rostow am Don. Ende Juli erschien Sawtschenko vor einem Gericht nahe der ukrainischen Grenze, zu welchem die Anwälte erklärten, dass dies zur Minimalisierung der kritischen Berichterstattung und zur Maximierung des Aufwandes für die Verteidigung diene. Ukrainische Quellen berichteten, dass nach einem russischen Vorschlag Russland unter Bedingungen bereit wäre, Sawtschenko freizulassen; die Rede war von einem Transitkorridor für die Krim.
Am 22. September 2015 begann der Prozess im russischen Donezk.
Am 21. März 2016 sprach das russische Gericht Sawtschenko nach einem umstrittenen Prozess der Beihilfe zum Mord schuldig und gab am 22. März das Urteil von 22 Jahren Lagerhaft bekannt. Sawtschenko trat nach Verkündung des Urteils erneut in den Hungerstreik.

### Reaktionen

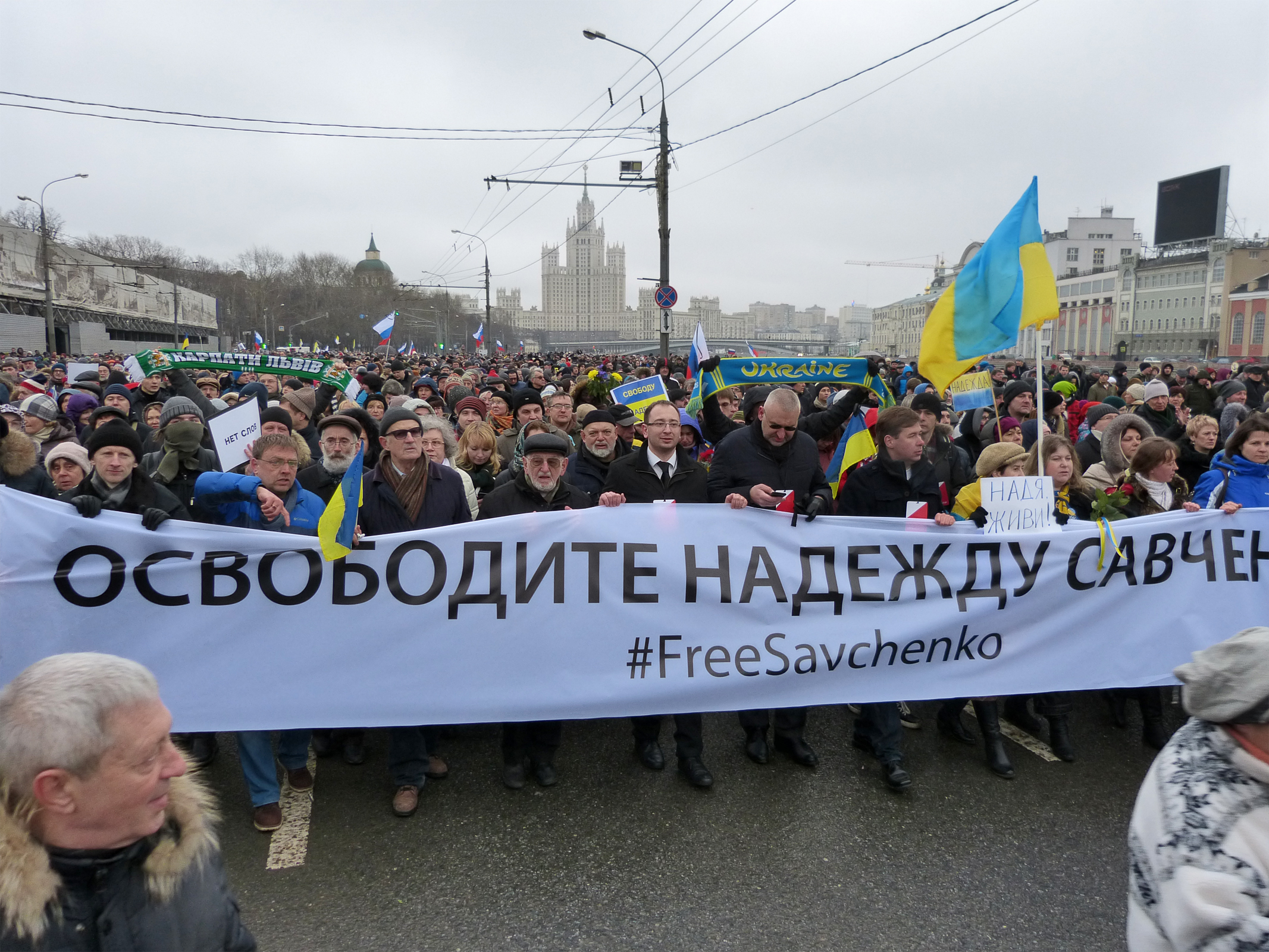
Protestmarsch in Moskau am 1. März 2015, „Befreit Nadeschda Sawtschenko“

Mehrere EU-Außenminister setzen sich für Sawtschenkos Freilassung ein. Am Rande eines Treffens im Februar 2015 in Brüssel stellten sich EU-Außenminister zu einem Gruppenfoto zusammen und hielten ein Bild von Sawtschenko und den Satz „Wir rufen Russland dazu auf, die illegal festgehaltene ukrainische Pilotin freizulassen“ in die Kamera.
Die Parlamentarische Versammlung der OSZE fasste am 9. Juli 2015 eine Resolution zu „illegal festgehaltenen ukrainischen Bürgern in der Russischen Föderation“. Sie drückte Besorgnis zur illegalen Internierung von Sawtschenko aus und betonte, dass auch Sawtschenko unter den vereinbarten Gefangenenaustausch von Minsk II falle.
Anfang März 2016 hatten Intellektuelle, Künstler und Politiker aus über 20 Ländern die Staats- und Regierungschefs der Europäischen Union aufgefordert, sich für die Freilassung Sawtschenkos einzusetzen. In einem offenen Brief fordern sie, „entschlossene Schritte zur sofortigen und bedingungslosen Freilassung von Nadija Sawtschenko zu unternehmen“. Sie sei vor mehr als 20 Monaten von Russland aus der Ukraine entführt worden. „Die russischen Machthaber missachten Bürgerrechte, internationales Recht und ihr eigenes Grundgesetz. Das spricht der internationalen Öffentlichkeit und den Minsker Abkommen Hohn“, heißt es in dem Schreiben. Zu den mehr als 270 Unterzeichnern gehören die Literaturnobelpreisträgerinnen Swetlana Alexandrowna Alexijewitsch und Elfriede Jelinek, der Philosoph Bernard-Henri Lévy und die Regisseurin Agnieszka Holland.
Die russische Menschenrechtsorganisation Memorial kritisierte das Verfahren gegen Sawtschenko als Propagandakampagne der russischen Regierung gegen die Ukraine. Die russische Regierung unterstütze offen und verdeckt bewaffnete Separatisten in der Oblast Donezk und Luhansk durch direkte militärische Intervention. Das Verfahren gegen Sawtschenko stelle einen Versuch dar, die Ukraine zu verteufeln und Kritiker des Ukraine-Kriegs in Russland einzuschüchtern.
Litauen verhängte nach der Verurteilung Sanktionen gegen 46 Personen, die an der Verurteilung Sawtschenkos in Russland beteiligt gewesen waren.
Am 25. Mai 2016 wurde Sawtschenko im Austausch gegen die beiden russischen Staatsbürger Alexander Alexandrow und Jewgeni Jerofejew, die 2015 in der Ostukraine gefangen genommen worden waren, freigelassen.

## Nach der Rückkehr in die Ukraine

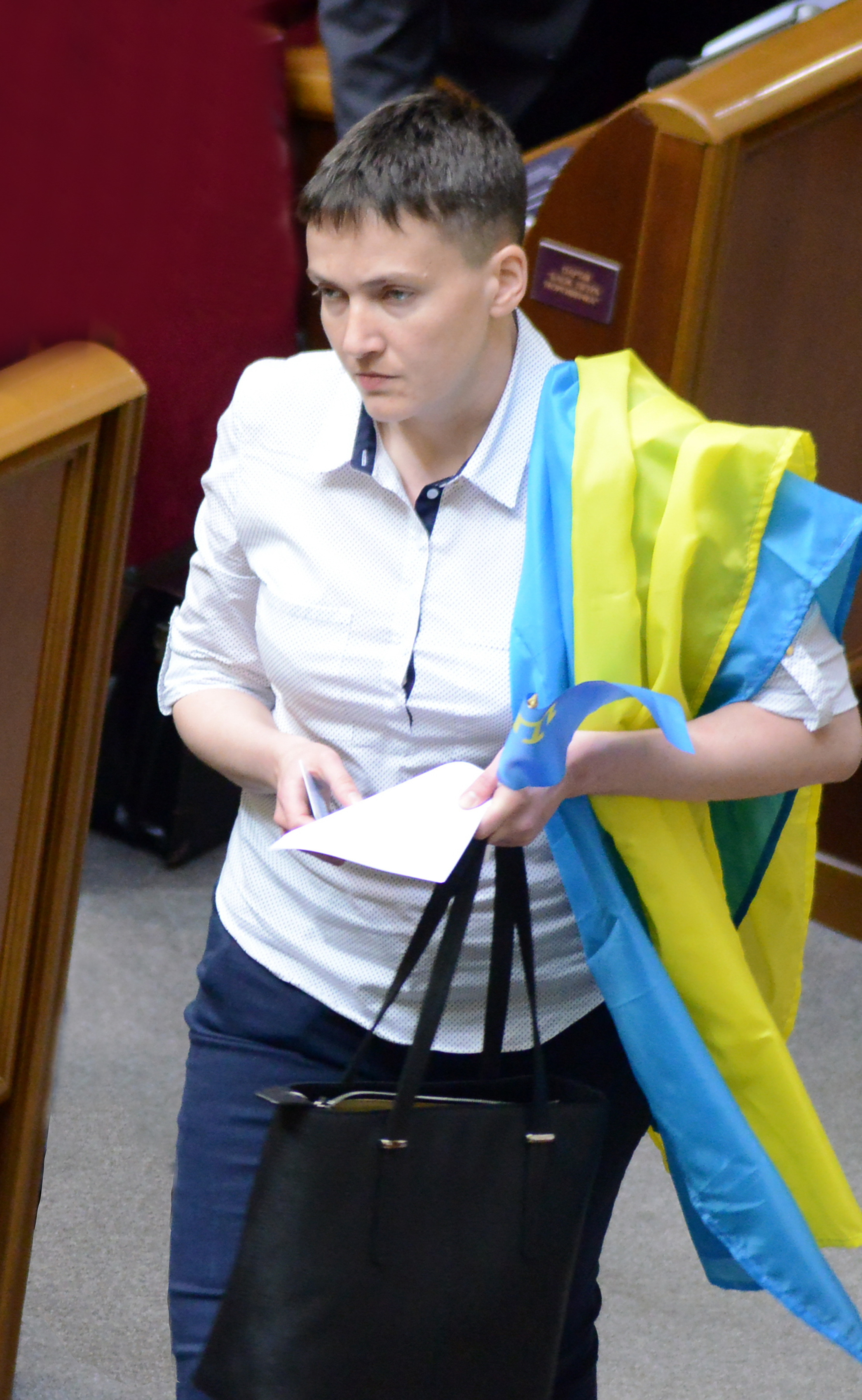
Sawtschenko im Mai 2016 im ukrainischen Parlament

Sawtschenko wurde von der Partei Batkiwschtschyna während ihrer Haft als Spitzenkandidatin für die Parlamentswahl am 26. Oktober 2014 nominiert und in Abwesenheit in die Werchowna Rada gewählt. Daraufhin trat Sawtschenko aus dem Dienst in der ukrainischen Armee aus, ließ ihren Amtseid über ihre Anwälte dem ukrainischen Parlament zukommen und wurde am 27. November 2014 als Repräsentantin des Volkes der Ukraine (народний депутат України) eingeschworen.
Am 25. Dezember 2014 wurde Sawtschenko vom ukrainischen Parlament als ukrainische Delegierte in die Parlamentarische Versammlung des Europarates entsandt. Die Stelle der Parlamentarischen Versammlung des Europarats hat im Januar 2015 Sawtschenkos Mandat anerkannt und hat sie mit diplomatischer Immunität ausgestattet. Die diplomatische Immunität sieht nach Art. 15 b der grundlegenden Vereinbarung über Privilegien und Befreiungen vor, dass Mitglieder der Versammlung während der Sitzungsphase auf dem Gebiet der Mitgliedstaaten von Haft und Strafverfolgung befreit sind. Diese Immunität erstreckt sich auch auf Taten, die vor dem Beginn der Amtszeit liegen. In der Resolution 2034 (2015) forderte die Versammlung Russland auf, Sawtschenkos Immunität zu respektieren und sie umgehend freizulassen. Ihr Transport nach Russland und ihre Inhaftierung wurden als Verletzung des internationalen Rechts und als de facto-Entführung bewertet. Anne Brasseur, Präsidentin der Parlamentarischen Versammlung, bat Russland schriftlich, Sawtschenko nach Straßburg ausreisen zu lassen. Russland hatte die Vereinbarung zur diplomatischen Immunität 1996 zwar ratifiziert und die Vereinbarung ist für russische Staatsorgane bindend, allerdings lehnte Russland eine Freilassung Sawtschenkos ab.
Sawtschenkos erster Gesetzesentwurf, den sie mit fünf anderen Abgeordneten anderer Parteien ausgearbeitet hatte, wurde im November 2015 dem ukrainischen Parlament vorgelegt. In dem Entwurf zur Änderung des Strafrechts wird vorgeschlagen, dass die Aufenthaltsdauer in Untersuchungshafteinrichtungen anders gezählt wird als die Haftdauer in regulären Gefängnissen, weil die Bedingungen in Untersuchungshaftzentren besonders prekär seien. Das Gesetz wurde Ende Dezember 2015 vom Präsidenten unterzeichnet.
Nach ihrer vorzeitigen Haftentlassung Ende Mai 2016 nahm Sawtschenko umgehend die Arbeit als Abgeordnete im ukrainischen Parlament auf. Sie forderte im Juni 2016 eine Untersuchung der Firmen von Präsident Petro Poroschenko im Zusammenhang mit den Panama-Papers. Insbesondere forderte sie, direkte Verhandlungen mit den Separatisten aufzunehmen ohne die Beteiligung Dritter und abseits des Minsker Friedensprozesses und wünschte sich vom Westen keine Waffen-, sondern Wirtschaftshilfe. Um Frieden in der Ostukraine herzustellen, sollte Separatisten, die aktiv gegen die Ukraine gekämpft hatten, eine Amnestie gewährt werden mit der Ausnahme jener, welche Kriegsrecht verletzt hätten. Dieser Verständigungskurs stieß bei vielen ukrainischen Politikern auf Ablehnung und Julija Tymoschenko distanzierte sich von einigen Äußerungen Sawtschenkos. Andere Abgeordnete unterstellten Sawtschenko sogar, in der Haft zur russischen Agentin umgepolt worden zu sein.
Am 22. Dezember 2016 wurde Nadija Sawtschenko die Zulassung als ukrainische Delegierte zur Parlamentarischen Versammlung des Europarates vom ukrainischen Parlament wieder entzogen und sie verlor damit den Delegiertenstatus mit all seinen Rechten. Gleichzeitig wurde sie auch aus dem Parlamentsausschuss für Nationale Verteidigung und Sicherheit ausgeschlossen. Als Grund für diesen Schritt wurde das unautorisierte Treffen von Sawtschenko mit Separatistenführern in Minsk angegeben. Nadija Sawtschenko hatte auf einem geheimgehaltenen Treffen am 7. Dezember 2016 in Minsk mit den Separatistenführern Alexander Sachartschenko von der Volksrepublik Donezk und Igor Plotnizki von der Volksrepublik Lugansk angeblich über den Austausch von Gefangenen verhandelt. Die Ereignisse hatten auch zur Folge, dass Sawtschenko, die bereits im Oktober aus der Vaterlandspartei (Batkiwschtschyna) ausgetreten war, nun auch formal aus der Partei ausgestoßen wurde. Ende Dezember 2016 gab Sawtschenko die Gründung einer eigenen zivilen Plattform mit der Abkürzung RUNA (Ukrainische Volksrevolution) bekannt. Zeitgleich kam es zur Freilassung von zwei weiblichen Gefangenen, einer Richterin und einer Journalistin, die bislang von den Separatisten festgehalten worden waren. Die beiden sollen aufgrund von Sawtschenkos Bemühungen freigekommen sein.
Am 10. Januar 2017 veröffentlichte Sawtschenko bisher geheim gehaltene Listen mit den Namen von Hunderten von Personen, die entweder gefangen gehalten werden oder vermisst sind. Sie teilte zugleich mit, dass sie die Namen veröffentlicht habe, um die Freilassung dieser Leute voranzutreiben. Zugleich veröffentlichte sie einen Drei-Stufen-Plan, mit dem die Gefangenen gefunden werden sollten, die man in Geheimgefängnissen vermutete, sowie zur Identifikation der Überreste von Vermissten, die tot aufgefunden würden. Ein Parlamentsausschuss beantragte daraufhin bei der Generalstaatsanwaltschaft diese Listenveröffentlichung auf „Landesverrat“ hin zu überprüfen.
Am 15. März 2018 wurde von der ukrainischen Generalstaatsanwaltschaft gegen Nadija Sawtschenko der Vorwurf der Vorbereitung eines terroristischen Anschlags und Putschversuchs erhoben. Gleichzeitig wurde ein Antrag zur Immunitätsaufhebung der Abgeordneten eingebracht, um sie strafrechtlich verfolgen und verhaften zu können. Sawtschenko soll persönlich einen Angriff mit Mörsern und Handgranaten auf das Parlament geplant haben. Überlebende im Plenarsaal sollten erschossen werden. Nachdem das ukrainische Parlament am 22. März 2018 der Aufhebung ihrer Immunität zugestimmt hatte, wurde sie umgehend in Haft genommen.
Im April 2018 wurde sie aus der Haft entlassen.
Im September 2019 meldete sie sich offiziell arbeitslos.
Im Oktober 2021 soll sie mit einem gefälschten Covid-19-Impfzertifikat in die Ukraine eingereist sein, sodass ihr eine mehrjährige Haftstrafe gedroht hätte. Im Juni 2022 wurde bekannt, dass das Strafverfahren eingestellt worden sei und Sawtschenko freigelassen wurde.

## Öffentliche Wahrnehmung
Das Hashtag #SaveOurGirl, das bis zum 10. Juli 2014 15.000 Tweets auslöste, war dem Wunsch nach Sawtschenkos Freilassung gewidmet. Der ukrainische Fernsehsender 1+1 hat eine Webseite gestartet, welche die „Ungerechtigkeit“ von Sawtschenkos Festnahme hervorheben soll. Ein ihr gewidmeter Dokumentarfilm aus dem Jahr 2011 erhielt erneute Aufmerksamkeit.
Russische Medien bezeichneten Sawtschenko unter anderem als „Satans Tochter“ und „Mordmaschine im Rock“. Ein Reporter von Rossija 1 gab an, Sawtschenko sei „offensichtlich in einen Zombie verwandelt worden“ und habe „eine sehr negative Einstellung bezüglich alles Russischem.“ Für die russische Propaganda nützlich war der Fakt ihres Aufenthaltes im Irak, wodurch sie mit dem Erzfeind USA in Verbindung gebracht werden konnte.
Am 6. März 2016 demonstrierten etwa 1000 Ukrainer auf dem Unabhängigkeitsplatz in Kiew für eine Freilassung von Sawtschenko, die drei Tage zuvor am 3. März in den Hungerstreik getreten war. Etwa 200 weitere Demonstranten versammelten sich vor der Russischen Botschaft in Kiew, um ebenfalls für die Freilassung zu demonstrieren. Dabei kam es durch einige Demonstranten, unter ihnen Ihor Mosyitschuk, Parlamentsabgeordneter der Radikalen Partei, zu Vandalismus auf dem Botschaftsgelände. Der russische Botschafter Michail Jurjewitsch Surabow reichte daraufhin Beschwerde beim ukrainischen Außenministerium ein. Am 6. März demonstrierten einige Dutzend und am 10. März etwa 200 Russen vor der ukrainischen Botschaft in Moskau für eine Bestrafung Sawtschenkos. Sie hielten Plakate hoch mit den Parolen „Sawtschenko hinter Gittern“ und „Ukraine, du bist krank“. Bei den Protesten am 6. März in Moskau kam es in einigen Fällen zu Vandalismus. Am 8. März attackierte eine Gruppe Aktivisten von Eduard Limonows Partei „Das andere Russland“ das ukrainische Konsulat in Sankt Petersburg. Die Männer schwenkten Flaggen der selbstproklamierten „Volksrepublik Donezk“ und „Noworossija“ und skandierten „Sawtschenko – brenn in der Hölle“ und „Tod der Kiewer Junta“.

## Auszeichnungen
- Orden für Tapferkeit dritter Klasse (verliehen im August 2014)[85]
- Heldin der Ukraine, Goldener Stern (verliehen im März 2015, ausgehändigt im Mai 2016)[86]

## Schriften
- Der starke Name Nadija (Сильне імя Надія). Justinian, Kiew 2015, ISBN 978-6-17703917-3.